# Adolf Klingsberg
Adolf Klingsberg (né le 20 octobre 1880 à Lviv, en Autriche-Hongrie, et mort en 1978 en Israël) est un photographe professionnel roumain qui a exercé à Bucarest dans les premières décennies du XXe siècle. 
À la tête du studio Julietta — nommé d'après son épouse —, Adolf Klingsberg devient le photographe officiel de la famille royale de Roumanie. Il est, par ailleurs, président de l'Union des photographes roumains entre 1932 et 1934.

## Galerie

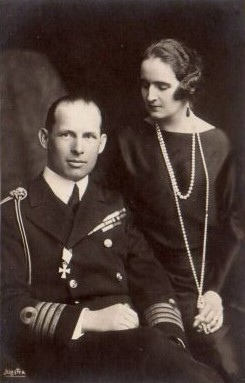
Georges de Grèce et Élisabeth de Roumanie (1921).
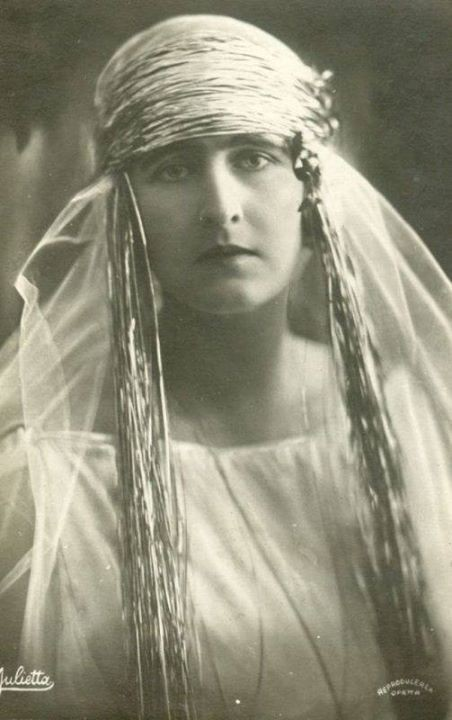
Élisabeth de Roumanie (1921).
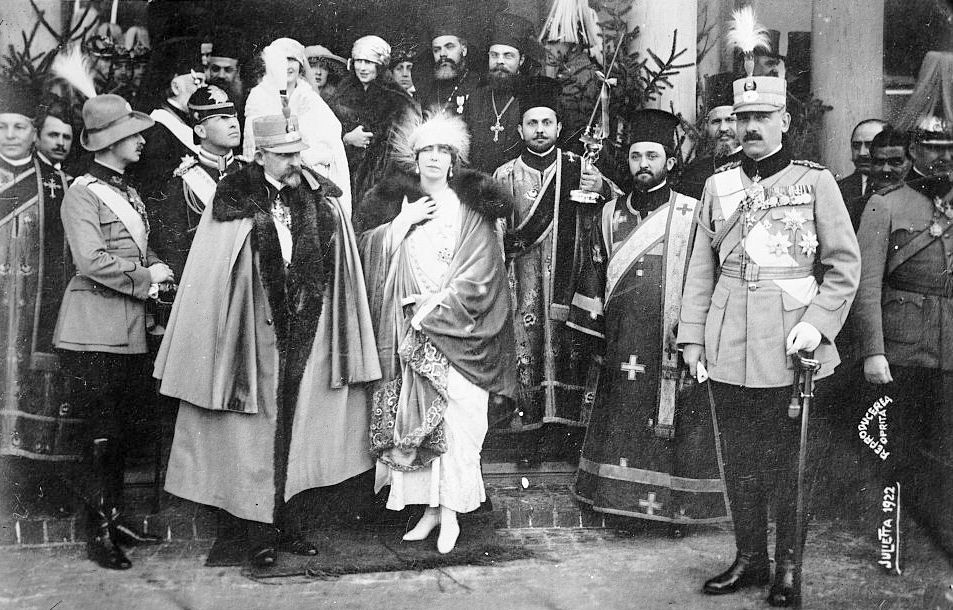
La famille royale de Roumanie en 1922.
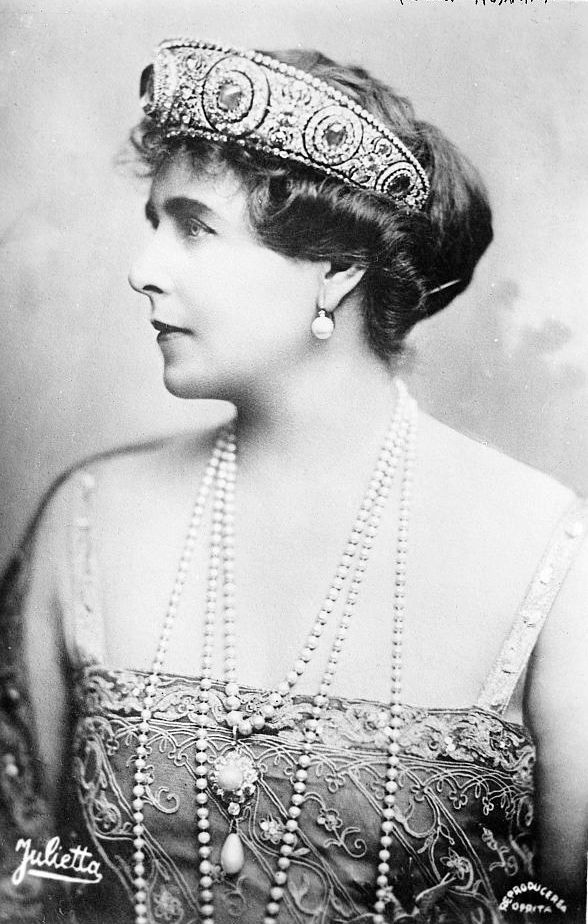
Marie de Saxe-Cobourg-Gotha (v. 1925)